# 黎圩镇
黎圩镇，是中华人民共和国江西省抚州市东乡区下辖的一个乡镇级行政单位。

## 行政区划
黎圩镇下辖以下地区：
黎阳村、浯溪村、梧坊村、西江村、后畲村、丰山村、坑西村、潭江村、上池村、铁石分场生活区、苗卜分场生活区和大坂分场生活区。